# GTA-like
Un GTA-like (« comme GTA » en anglais), ou FRAAG (pour free roaming action adventure game, c'est-à-dire « jeu d'action-aventure avec déplacement libre »), est un genre de jeu vidéo, sous-genre du jeu d'action-aventure, se rapprochant par de nombreux aspects de la série Grand Theft Auto. Il s'agit d'un certain type de jeu de tir en monde ouvert, souvent étiqueté à tort sur les jeux en monde ouvert populaire.

## Description et caractéristiques
Un GTA-like se caractérise tout d'abord par un gameplay en monde ouvert urbain moderne offrant une importante liberté de mouvement et d'action. Il est constitué d'un scénario sous forme de missions laissant également le choix au joueur sur l'ordre dans lequel il les complète, sans lui imposer les choses, mais en gardant une certaine logique dans le déroulement du scénario. Il est parfois agrémenté de missions dites « secondaires » qui, si elles se situent souvent en dehors du scénario, sont tout de même indispensables dans l'optique de compléter le jeu à 100 %. Le joueur peut, à tout moment, décider de continuer à évoluer dans l'environnement en dehors du scénario.
Un GTA-like doit répondre à un certain nombre de caractéristiques. Le joueur peut ainsi interagir avec l'environnement qui l'entoure. Le personnage a la possibilité de voyager à travers l'espace qui lui est alloué à l'aide de véhicules qu'il peut parfois acheter, mais qu'il vole en général dans le trafic. En effet, la quasi-totalité des GTA-like permettent de commettre des infractions, la violation de la loi étant même bien souvent au centre du jeu. Le plus souvent, le joueur a également accès à diverses armes contemporaines lui permettant de commettre ses crimes et de mener à bien ses missions.
Un GTA-like peut également se caractériser par la présence de mini-jeux (des jeux ayant un gameplay totalement différent) souvent secondaires au scénario ainsi qu'une personnalisation du personnage principal et de ses véhicules.
C'est aussi grâce à ce genre que le terme de « gameplay émergent » a été popularisé. Certains joueurs mettent en effet en place des techniques, des subtilités de gameplay, voire inventent de nouveaux mini-jeux dans le jeu sans que les concepteurs y aient pensé,.

## Série desGrand Theft Auto
- Grand Theft Auto (1997)

Logo officiel de la série Grand Theft Auto, utilisé depuis GTA III (2001).

  - Grand Theft Auto: London 1969 (1999)
  - Grand Theft Auto: London 1961 (1999)
- Grand Theft Auto 2 (1999)
- Grand Theft Auto III (2001)
- Grand Theft Auto: Vice City (2002)
- Grand Theft Auto Advance (2004)
- Grand Theft Auto: San Andreas (2004)
- Grand Theft Auto: Liberty City Stories (2005)
- Grand Theft Auto: Vice City Stories (2006)
- Grand Theft Auto IV (2008)
  - Grand Theft Auto: The Lost and Damned (2009)
  - Grand Theft Auto: The Ballad of Gay Tony (2009)
- Grand Theft Auto: Chinatown Wars (2009)
- Grand Theft Auto V (2013)
- Grand Theft Auto Online (2013)
- Grand Theft Auto: The Trilogy – The Definitive Edition (2021)
- Grand Theft Auto VI (2026)

## Liste non exhaustive deGTA-like
- APB: All Points Bulletin (2010)
- Body Harvest (1998)
- Canis Canem Edit (2006)
- COP: The Recruit (2009)
- Crackdown :
  - Crackdown (2007)
  - Crackdown 2 (2010)
  - Crackdown 3 (2019)
- Driver :
  - Driver (1999)
  - Driver 2 (2000)
  - DRIV3R (2004)
  - Driver: Parallel Lines (2006)
  - Driver 76 (2007)
  - Driver: San Francisco (2011)
- Gangstar :
  - Gangstar: Crime City  (2006)
  - Gangstar 2: Kings of L.A. (2008)
  - Gangstar: Samurai (2009)
  - Gangstar: West Coast Hustle (2009)
  - Gangstar: Miami Vindication (2010)
  - Gangstar Rio: City of Saints (2011)
  - Urban Crime (2012)
  - Gang Domination (2012)
  - Gangstar: Vegas (2013)
  - Gangstar: New Orleans (2017)
- Just Cause :
  - Just Cause (2006)
  - Just Cause 2 (2010)
  - Just Cause 3 (2015)
  - Just Cause 4 (2018)
- L.A. Noire (2011)
- Le Parrain :
  - Le Parrain (2006)
  - Le Parrain 2 (2009)
- Lego City Undercover (2012)
- Mafia :
  - Mafia: The City of Lost Heaven (2004)
  - Mafia II (2010)
  - Mafia III (2016)
  - Mafia: Definitive Edition (2020)
- Mercenaries :
  - Mercenaries: Playground of Destruction (2005)
  - Mercenaries 2 : L'Enfer des favelas (2008)
- NARC (2005)
- Retro City Rampage (2012)
- Red Dead :
  - Red Dead Redemption (2010)
  - Red Dead Redemption 2 (2018)
- Saints Row :
  - Saints Row (2006)
  - Saints Row 2 (2009)
  - Saints Row: The Third (2011)
  - Saints Row IV (2013)
  - Saints Row Gat out of Hell (2013)
  - Saints Row: The Third Remastered (2020)
  - Saints Row (2022)
- Scarface: The World Is Yours (2006)
- The Getaway
  - The Getaway (2002)
  - The Getaway: Black Monday (2004)
  - Gangs of London (2006)
- The Saboteur (2009)
- The Simpsons: Hit and Run (2003)
- Torrente 3: El Protector (2008)
- Total Overdose (2005)
- True Crime :
  - True Crime: Streets of LA (2003)
  - True Crime: New York City (2005)
  - Sleeping Dogs (2012)
  - Triad Wars (2013)
- Urban Chaos (1999)
- Watch Dogs :
  - Watch Dogs (2014)
  - Watch Dogs 2 (2016)
  - Watch Dogs: Legion (2020)
- Wheelman (2009)